# Teichl
Die Teichl ist ein rechter Zufluss der Steyr im südlichen Oberösterreich, in der Region Pyhrn-Eisenwurzen.

## Name
Das Gewässer wurde im Jahr 1223 als Tyecha erstmals schriftlich erwähnt. Der Name stammt aus dem Slawischen und bedeutet „die Ruhige, Stille, Leise“.

## Geographie

### Verlauf
Die Teichl entspringt auf der Wurzeralm im Warscheneck-Gebiet und verschwindet in der sogenannten Teichlschwinde im Kalkgestein, im Tal tritt sie beim Teichlursprung wieder an die Oberfläche und mündet bei Steyrbrücke in die Steyr.
Die Teichl gilt als eines der besten Salmonidengewässer Österreichs und ist bei Wildwasserpaddlern als leichte Strecke beliebt.

### Zuflüsse
- Klammbach (rechts)
- Seebach (links)
- Dambach (rechts)
- Pießling (links)
- Hinterer Rettenbach (rechts)

### Orte am Fluss
Ortschaften entlang ihrem Lauf sind Spital am Pyhrn, Roßleithen und St. Pankraz.

## Wissenswertes

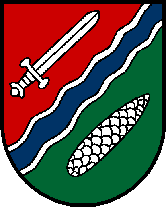
Wappen von St. Pankraz

Die Teichl hat Eingang in das Wappen von St. Pankraz gefunden. Der blaue, silbern bordierte, schräglinke Wellenbalken deutet auf die das Gemeindegebiet von Südosten nach Nordwesten querende Teichl.